# Mohammad Al-Dumeiri
Mohammad Al-Dumeiri (ur. 30 sierpnia 1987 w Ammanie) – jordański piłkarz, grający na pozycji obrońcy w klubie Al-Nojoom FC.

## Kariera klubowa
Mohammad Al-Dumeiri od 2006 do 2014 był zawodnikiem Al-Wehdat Amman. Z Al-Wehdat pięciokrotnie zdobył mistrzostwo Jordanii w 2007, 2008, 2009, 2011 oraz 2014, czterokrotnie Puchar Jordanii w 2009, 2010, 2011 i 2014 oraz trzykrotnie Superpuchar Jordanii w 2008, 2009, 2010.
W 2014 roku grał w saudyjskim Ittihad FC, a w 2015 w katarskim Al-Shamal SC. W 2015 wrócił do Al-Wehdat i grał w nim do 2018. W tym czasie wywalczył dwa mistrzostwa Jordanii w 2016 i 2018 roku. Latem 2018 przeszedł do saudyjskiego Al-Nojoom FC.

## Kariera reprezentacyjna
W reprezentacji Jordanii Al-Dumeiri zadebiutował 21 grudnia 2008 roku w przegranym 0:1 towarzyskim meczu z Chinami. W 2011 został powołany na Puchar Azji 2011, a w 2015 na Puchar Azji 2015.